# Wendy Weinberg
Wendy Weinberg (n. 27 iunie 1958, Baltimore, America Britanică⁠(d), Regatul Marii Britanii) este o înotătoare ce a reprezentat Statele Unite ale Americii, medaliată olimpică. A participat la o ediție a Jocurilor Olimpice (1976) în care a câștigat două medalii de bronz.